# Вятша
Вятша — река в Демидовском районе Смоленской области России. Правый приток Черебесны. Иногда рассматривается как левый приток Каспли.
Длина реки составляет около 15 км. Исток возле деревни Башки Демидовского района. Направление течения: северо-восток, север. Впадает ниже деревни Слобода Демидовского района. Имеет приток: Гусливка.